# Nuoro (provins)
Nuoro är en provins i regionen Sardinien i Italien. Nuoro är huvudort i provinsen. Den etablerades 1927 genom en utbrytning från provinsen Cagliari. Kommunerna för provinsen Ogliastra bröts ut 2001 och återkom 2016 när Ogliastra upphörde.

## Administrativ indelning
Provinsen Nuoro är indelad i 74 comuni (kommuner). All kommuner finns i lista över kommuner i provinsen Nuoro.

## Geografi
Provinsen Nuoro gränsar:
- i norr mot provinsen Sassari
- i öst mot Tyrrenska havet
- i syd mot provinsen Sydsardinien
- i väst mot provinsen Oristano

|                |
| Gigantens grav |